# コンテッサ・ネッテル
コンテッサ・ネッテル (Contessa-Nettel AG) はドイツにかつて存在したカメラメーカー。ツァイス・イコンの母体の一つ。

## 歴史
- 1901年 - シュトゥットガルトで3色版などを作る小さい工場を経営していたマックス・ケルナー (Max Körner) が趣味で製造していたカメラ「ネッテル」で特許を取得[1]。
- 1902年 - ケルナーが実業家のローベルト・マイヤー (Robert Mayer) と知り合いハイルブロンに南ドイツカメラ製作所 (Suddeutsches Camerawerk Körner & Mayer GmbH) を設立[1]。
- 1908年 - 南ドイツカメラ製作所がネッテル・カメラ工業 (Nettel Camera Werk) と改称[2]。
- 1908年 - カール・ドレクスラー (Karl Drexler) とアウグスト・ナーゲル (August Nagel) によってシュトゥットガルトにドレクスラー&ナーゲル (Drexler und Nagel) が設立[2]。
- 1919年 - ドレクスラー・ナーゲルがコンテッサ工業・アウグスト・ナーゲル (Contessa Werk August Nagel) と改称。
- 1919年 - ネッテル・カメラ工業とコンテッサ工業・アウグスト・ナーゲルが合併、コンテッサ・ネッテル・ナーゲルと改称。
- 1920年 - コンテッサ・ネッテルと改称。
- 1926年 - イカ、エルネマン、ゲルツと合併し、新会社のツァイス・イコンが成立。

## 製品一覧

### 乾板使用カメラ
- アドロ (Adoro) - ネッテル・カメラ工業の製品で木製フォールディングカメラ。9×12 cm（大手札）判写真乾板。
  - トローペン・アドロ (Tropen Adoro) - 高級なトロピカル仕様。8×10.5 cm（手札）判写真乾板[3]。
- アルグス（Argus, 1909年発売[2]） - 単眼鏡の形状をしている秘密カメラ。原型はフランスのブロック・ゴーモンが製造したフィジオグラフ。日本には1921年頃三宅克己により紹介された[4]。レンズは テッサー50 mm. シャッターはギロチン式で1/25, 1/50, 1/100秒程度の3速[4]。ファインダーはミラー式。
- デクルロー・ネッテル（Deckrollo Nettel, 当時の広告でのスペルはDeckrollo[1]、1910年頃発売[5]） - もともとネッテル・カメラ工業の製品でコンテッサ・ネッテルになっても製造されたクラップカメラ。立体写真を撮影できる「ステレオ」もある。6.5×9 cm（大名刺）判[5]、8×10.5 cm（手札）判[5]、13×18 cm（キャビネ）判[5]写真乾板、フィルムパック、ロールフィルムが使用できる。フォーカルプレーンシャッターで、最高速1/2500秒は当時この機種だけであった[5]。
  - デクルロー・ネッテル・トロピカル (Deckrollo Nettel Tropical) - チーク材と革とニッケルメッキされた真鍮で作られたトロピカル仕様。
- エルゴ（Ergo, 1923年頃[6]または1924年[3]発売） - 単眼鏡の形状をしている秘密カメラで、アルグスの後継改良型[3][4]。撮影レンズは普段隠されており、しかも横を向いており、シャッターを切った時だけ扉が開く。4.5×6 cm（アトム）判乾板。レンズは距離調節が可能になり、絞りも装備された。シャッターはバリオ式のレンズシャッターで、1/25, 1/50, 1/100秒に加えT、Bが可能になった[4]。ファインダーはプリズム式になった[4]。同様のカメラとしては曽根春翠堂のセクレット[3][4][7]、イギリス製のスポーツマン[4]がある。ツァイス・イコンになってもしばらく引き続き製造された[4]。
- ネッカー (Neckar) - ネッテル・カメラ工業の製品で9×12 cm判と10×15 cm判のバージョンがあり、写真乾板またはフィルムパックを使用する。

### 116フィルム使用カメラ
- コカレッテ (Cocarette) - 金属製フォールディングカメラ。6.5×11 cm判。120フィルムを使用するバリエーションがある。ツァイス・イコンになっても1933年まで製造が続けられた。

### 120フィルム使用カメラ
- コカレッテ（Cocarette ） - 金属製フォールディングカメラ。6×9 cm判。116フィルムを使用するバリエーションがある。 ツァイス・イコンになっても1933年まで製造が続けられた。

### 127フィルム使用カメラ
- ピコレット（Piccolette, 1915年発売） - ヴェスト・ポケット・コダックの類似商品。4×6.5 cm判。枠ファインダー、三脚穴、レリーズ穴を標準装備している。レンズは単玉からテッサーまでいろいろなバリエーションがあり、シャッターもクリオ、デルバル、テルマ、コンパーがある。単玉付きはヴェスト・ポケット・コダックの単玉付きより安価で「ピコ単」と呼ばれたが、本家程の人気は出なかった[8]。ツァイス・イコンになってもしばらく引き続き製造された。
- ルックス・ピコレット (Lux Piccolette) - ピコレットの高級版でトロピカル仕様。レンズはテッサー、シャッターはフリードリヒ・デッケル製コンパー[3]。